# روبرت ماكنزي دانيال
روبرت ماكنزي دانيال (بالإنجليزية: Robert Mackenzie Daniel)‏ (1814 في المملكة المتحدة - 21 مارس 1847، لندن في المملكة المتحدة)؛ روائي بريطاني. درس في جامعة أبردين.